# Kasslerbraun
Kasslerbraun oder  Kölnerbraun ist eine amorphe, brennbare, erdige Braunkohle aus Humus und Huminsäure, die am Meißner bei Kassel, in Sachsen, Thüringen und bei Köln abgebaut wird. Mit Öl angerührt wird sie als Anstrich- und Malerfarbe verwendet. Als Farbe mit einem dunkelkaffeebraunen Farbton wird es Saftbraun oder Van-Dyck-Braun genannt;

## Beschaffenheit
Das Kasslerbraun ist ein Farbmittel aus Braunkohle und besteht aus Humus- und Huminsäuren mit Anteilen an Bitumen und Mangan und gehört zu den Farbmitteln pflanzlicher Herkunft. Deshalb wird es auch als Kasseler Erde bezeichnet.
Mitunter als kölnische Umbra oder kölnische Erde bezeichnet, unterscheidet es sich von der mineralischen „echten“ Umbra durch ein viel geringeres spezifisches Gewicht. Es riecht beim Erhitzen torfartig und kann im Gegensatz zu Umbra nicht geglüht werden, sondern verbrennt zu Asche.

## Verwendung
Kasslerbraun kommt entweder bloß gemahlen und geschlämmt in den Handel oder noch in Stücke geformt. Das geschlämmte Produkt unterscheidet sich vom Rohmaterial durch den entfernten Torf. Das meist im Tagebau gewonnene Farbmittel schwankt stark in der Qualität. Besonders intensive tiefbraune Funde werden als Van-Dyck-Braun gehandelt, benannt nach dem flämischen Maler Anthonis van Dyck, für dessen Malweise es typisch ist. Dafür werden solche Funde in Natronlauge oder anderer Ätzlauge gelöst und der Farbkörper durch eine Säure als feiner Schlamm wieder ausgefällt. Dies ergibt den braunen Karmin oder Bister.
Kasslerbraun ist weder lichtecht noch gegen Säuren oder gegen Alkalien beständig und für Künstler oft unbrauchbar. Es wird kaum noch verwendet, sondern lässt sich nach Doerner aus Elfenbeinschwarz und Terra di Siena ermischen. Geschätzt wurde es für seine hervorragende Lasurfähigkeit. Es wird noch für die Herstellung von Beizen verwendet und in der Holzimitationsmalerei als Farbstoff zur Bierlasur.

## Vorkommen
Kasslerbraun findet sich in allen Abbaugebieten der Braunkohle, in Deutschland beispielsweise in der Umgebung von Köln, im Bergischen und Jülichschen, in Thüringen oder der Lausitz.
Vermutlich wurde es schon im 16. Jahrhundert verwendet, kennzeichnend ist es als Bister für den flämischen Barock.